# 로마 약탈 (546년)

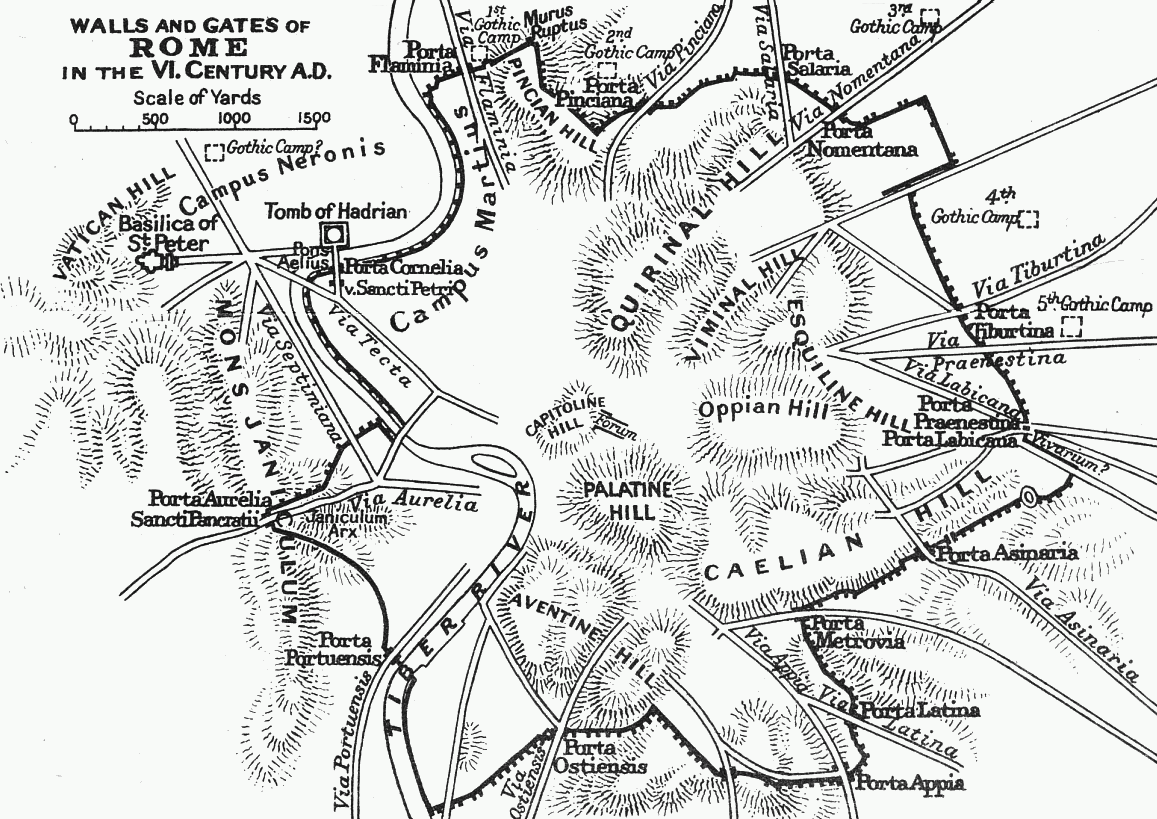

로마 약탈(546년)은 동고트 왕 토틸라가 이끄는 동고트족이 로마를 정복한 후 자행한 약탈사건을 말한다. 이탈리아를 통치하고 있던 동고트 왕국의 테오도릭 대왕이 526년 사망한후 동고트족이 분열하며 이탈리아가 혼란에 빠지고 말았다. 이를 계기로 하여 비잔틴 제국이 동고트족을 몰아내고 직접 통치하고자 535년에 이탈리아 정복전쟁을 시작하였다. 비잔틴의 침공으로 수세에 몰렸던 동고트족은 541년 토틸라를 왕으로 추대한후 세력을 규합하여 로마를 탈환하였고 약탈을 자행하였다.

## 배경

#### 서로마의 멸망
476년 용병대장 오토아케르가 서로마 제국을 멸망시키고 이탈리아를 통치했으나 비잔틴 제국(동로마)과 관계가 원만하지 못했다. 488년 비잔틴 황제 제논(재위 474-491)이 동고트 왕 테오도릭에게 오도아케르 토벌을 위탁한다. 테오도릭(재위 474~526)은 자신의 부족 10만명을 이끌고 이탈리아로 쳐들어가 493년 수도 라벤나를 함락시키고 오도아케르를 직접 죽였다. 이후 황제의 위임을 받아 이탈리아를 대리 통치하였다. 그의 통치는 원만했으며 33년간 이탈리아는 평화로웠다.

#### 이탈리아 정복전쟁
526년 테오도릭의 죽음과 함께 동고트족은 왕위를 놓고 분열되었다. 테오도릭의 사후 그의 딸 아말라순타가 손자 아탈라릭을 대신해 섭정이 되었으나 친 비잔틴 정책을 펴자 부족내 불만이 팽배해졌다. 암살과 왕위 찬탈이 이어지며 혼란이 되풀이 되었다. 비잔틴 제국 황제 유스티니아누스 1세는 동고트 내의 위기를 기회로 삼아 서로마 제국의 재건을 추진했다. 535년 벨리사리우스에게 군권을 위임하여 이탈리아 정복을 명했다. 벨리사리우스는 빠르게 시칠리아를 정복한후 이탈리아에 상륙해 536년 나폴리와 로마를 점령했다.
540년에 동고트 수도 라벤나를 포위하고 압박하자 동고트족 귀족들이 벨리사리우스에게 왕위를 제안해왔다. 벨리사리우스는 승락하는척 한후 라벤나에 입성하여 탈환해버렸다. 그러나 이 소식을 접한 황제 유스티니아누스는 격노했고 이후 지속적으로 벨리사리우스에 대한 의심을 거두지 않았다. 또한 황제는 즉각적으로 벨리사리우스를 해임한후 소환하여 페르시아 전선에 투입해 버렸다. 이탈리아는 다섯명이나 되는 무능한 하급 사령관들에게 맡겼다.

#### 토틸라와 동고트족의 부활
벨리사리우스로 인해 궤멸적 수준에 타격을 입었던 동고트족은 541년에 토틸라를 왕으로 추대한후 세력을 결집하여 벨리사리우스가 떠난 이탈리아를 다시 점령해나갔다. 명민한 토틸라는 토착귀족들과 교섭을 통해 끌어들였고 무능한 비잔틴 관료들의 폭정과 압제에서 벗어나게 해줄 해방군 역할을 자임했다. 불만을 품고 탈영한 비잔틴 병사들을 받아들였을 뿐만 아니라 그들을 이용하여 추가탈영을 종용하였다. 고트족 병사들에게는 약탈과 민간인에 대한 습격을 엄금했다. 필요에 따라서는 전투를 통해 무능한 비잔틴 사령관들에게 패배를 안겨주었다. 이런 그의 노력이 먹혀들면서 3년만에 이탈리아 북부와 중부의 대부분을 점령하였다. 토틸라는 546년 로마로 진격했다.

## 약탈

#### 토틸라의 포위작전
토틸라가 이끄는 동고트족 군대가 쳐들어 오자 로마시민들은 아우렐리우스 성벽안으로 들어가서 성문을 걸어 닫고 농성전을 대비했다. 이에 반해 동고트 군대는 차분하고 느긋하게 움직였다. 길이가 무려 20km나 되는 성벽을 완벽하게 포위한후 봉쇄작전을 펼쳤다. 수도교를 파괴하여 성안으로의 물공급을 차단하고 어떠한 외부공급과 지원을 철저하게 막아버렸다. 테베레 강에는 쇠사슬을 묶어 오스티아로부터 들어오는 배들의 접근도 막았다. 장기전에 돌입할 태세로 성안에 시민들을 고립시켜 고사시키려는 작전이였다.

#### 성안 로마시민들의 사정
시간이 경과됨에 따라 성안 로마시민들의 사정은 악화되었다. 완벽하게 봉쇄된 로마시내는 모든 물자가 부족했다. 그중에도 식량부족은 심각했다. 식량이 떨어져가자 시민들은 쐐기풀을 캐먹었고 아사자가 속출했다. 로마인을 방위하도록 파견된 성안의 비잔틴 군인들은 전의를 상실한 상태였고 방어에는 관심도 없었다. 예비 군량으로 비축해놓았던 밀을 고가에 팔아 폭리를 취하는데만 열중했다.

#### 급히 재투입된 벨리사리우스
로마가 포위되었다는 소식을 접하고 벨리사리우스가 이탈리아로 달려왔다. 배를 이용하여 테베레 강의 쇠사슬을 끓어가며 포위망을 뚫고 시민들을 도우려했지만 실패하고 말았다. 공격을 시작하기전에 성안으로 밀사를 보내 공격에 호응하여 전투를 시작하라고 했지만 움직임이 전혀 없었다. 또한 그의 반란을 염려한 유스티니아누스 황제가 지원과 보급을 끊어버려 퇴각할 수밖에 없었던 것이다.

#### 약탈의 시작
546년 12월에 더 이상 버틸수 없었던 시민들이 성문을 열고 탈출을 시작했다. 토틸라가 군대를 이끌고 시내로 입성했으나 이미 비잔틴 군인들은 도망가고 없었다. 동고트족 군사들에 의한 약탈이 시작되었다. 우선 아우렐리우스 성벽을 군데군데 1/3 정도를 부서버렸다. 그리고 남아있던 로마 시민들중 원로원 의원들과 가족들을 붙잡아서 몸값을 챙겼다. 약탈이 끝난 로마는 황량했고 고트족이 그곳에 더 이상 머울러야할 이유는 없었다. 몸값을 받아낼수 있을것으로 예상되는 원로원 의원들을 억지로 끌고 고트족들은 로마를 떠나버렸다.

## 이후의  상황
547년 2월에 벨리사리우스가 돌아왔을때의 로마는 황폐속에 버려진것과 같았다. 성벽복구부터 시작하여 재건을 시도했으나 황제는 남부 이탈리아에서 고트족을 몰아내라고 명하였다. 548년이 되자 황제는 벨리사리우스를 콘스탄티노폴로 소환한후 한직에서 머물도록 하였다. 벨리사리우스가 떠난 이탈리아는 다시 동고트족의 세상이 되어갔다. 황제는 자신의 측근이자 환관인 나르세스를 사령관으로 임명하여 이탈리아 정복전쟁을 마무리 짓도록 했다.
552년 타기나이의 전투에서 토틸라가 전사하면서 동고트족의 세력이 무너지기 시작했다. 553년이 되자 나머지 잔당들이 전멸하며 비잔틴이 이탈리아를 완전히 점령하였다. 그러나 535년부터 553년까지 18년동안이나 진행된 전쟁으로 이탈리아 반도는 황폐화되었다.
황제 유스티니아누스 1세는 548년에 황후 테오도라가 사망한후에 종교문제에만 집착하며 통치에 소홀했다. 아울러 비잔틴 제국의 관리들은 기본적인 치안유지나 해적의 약탈에 대한 적절한 대응등 행정 서비스에는 무관심한 채 백성들로부터 세금만 뜯어가는 무능력함을 들어내었다. 이런 일들은 황제 유스티니아누스 1세가 사망한이후에도 지속되었다. 그래서 북아프라카,중근동,이집트, 발칸반도,이탈리아에서 백성들의 원성이 드높았으며 7세기말에 이교도인 이슬람군이 침공하자 이들을 해방군으로 환영할 정도였다.